# Olla de Bronocice

Esquema del carro gravat a l'olla de Bronocice

L'olla de Bronocice és un recipient de ceràmica gravada, que conté en la seva decoració una de les imatges més antigues que es coneixen d'un vehicle amb rodes. Està datat pel mètode del carboni-14 entre el 3635 i 3370 aC, i s'atribueix a la cultura de la ceràmica cordada o a la cultura dels vasos d'embut. Actualment, s'exhibeix al Museu Arqueològic de Cracòvia (Polònia).

## Descobriment
Va ser trobada el 1976 durant les excavacions arqueològiques portades a terme al gran assentament neolític de Bronocice al costat del riu Nidzica, a uns 50 km al nord-est de Cracòvia. Les excavacions van ser dirigides entre 1974 i 1980 per l'Institut d'Arqueologia i Etnologia de l'Acadèmia Polonesa de les Arts i les Ciències, en col·laboració amb la Universitat Estatal de Nova York a Buffalo (Estats Units).

## Decoració
L'ornamentació de l'olla presenta esquemàticament els elements clau de l'entorn social de la prehistòria humana. El component decoratiu més important és una representació que descriu el que és molt probable que fos un carro. La figura mostra un vehicle amb la capçalera per a ungir un animal i quatre rodes. Les línies que connecten aquestes han de representar els eixos. El cercle en el centre del carro pot ser un contenidor per a la collita o una representació simbòlica del sol. Altres imatges de l'olla presenten un arbre, un riu i el que poden ser camps solcats per camins o rases als afores d'un poble.

## Implicacions històriques
La imatge esquemàtica del carro és una de les representacions més antigues conegudes en el món d'un vehicle amb rodes. Implica l'existència dels carros a l'Europa central en una època tan antiga com el quart mil·lenni aC. Presumptivament, devien ser arrossegats per urs, les restes dels quals van ser trobades al mateix assentament arqueològic. Les seves banyes van aparèixer desgastades com si haguessin estat lligades amb cordes, possiblement com a resultat de l'ús d'algun tipus de jou.